# Taktra Rinpoche III

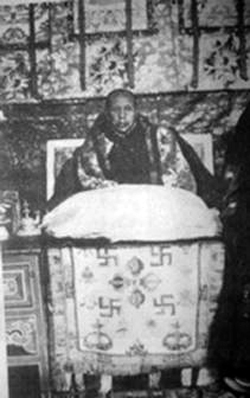
Foto på Taktra Rinpoche III taget före 1951.

Ngawang Sungrab Thutob, (tibetanska: སྟག་བྲག་ནག་དབང་གསུང་རབ།, kinesiska: 三世达扎阿旺松绕), 1874–1952 var den tredje Taktra Rinpoche, (Wylie: sTag-brag, Takdrak, Tagdrag etc.) och regent över Tibet. Thutob fick ansvara för uppfostran och utbildning av den fjortonde Dalai lama, Tenzin Gyatso, tillsammans med sin företrädare på tronen, den betydligt yngre Reting Rinpoche V, Jamphel Yeshe Gyaltsen. 1941 efterträdde han denne på tronen, efter att Reting Rinpoche utsatts för förtalskampanjer och tvingats lämna över tronen, åtminstone för en period av några år medan han företog en pilgrimsresa till Indien.
Thutob, vars fullständiga namn var Tadrag Ngawang Sungrab Thubtan Tanpa Gyeltsen, och därför också ofta omnämndes som Tadrag, var i början av sin bana abbot vid ett litet kloster, Radrbu-klostret i Doilungdechen, innan Yonne Lama föreslog honom som lärare och uppfostrare jämte Reting Rinpoche.
När Reting Rinpoche ville ta tillbaka styret efter sitt uppehåll vägrade Taktra Rinpoche. Reting Rinpoche fängslades och dog senare i fängelse vid Potalapalatset i Lhasa under mystiska omständigheter.
Statskontrollerade media i Kina hävdade att Thutob bar ansvaret för Reting Rinpoches död och hyllade Jamphel Yeshe Gyaltsen som patriot och hängiven buddhist, medan de kallade Ngawang Sungrab Thutob för "probrittisk separatist som förespråkade slaveri".

## Taktra Rinpoche IV
1955 (eller möjligen 1954) föddes Taktra Rinpoche IV (单增格列, 丹增格列 or 丹增赤烈). Han erkändes av den kinesiska regeringen och av Dalai Lama 1958 (eller 1957). Det var den fjortonde Dalai Lama som gav honom hans namn, ett eller två år innan Dalai Lama tvingades fly till Indien.
Fastän media i Kina värderat Ngawang Sungrab Thutob negativt, fick Taktra Rinpoche IV bli medlem i det sjätte konsiliet för Buddhist Association of China (BCA; traditionell kinesiska 中國佛教協會; pinyin Zhōngguó Fójiào Xiéhuì) och vicepresident i den tibetanska grenen av BCA. Han har sålunda kommit att utöva större inflytande än sin föregångare.